# IC 5048
IC 5048 ist eine Spiralgalaxie vom Hubble-Typ SBbc im Sternbild Pfau am Südsternhimmel. Sie ist schätzungsweise 597 Millionen Lichtjahre von der Milchstraße entfernt und hat einen Durchmesser von etwa 110.000 Lichtjahren.
Im selben Himmelsareal befinden sich u. a. die Galaxien IC 5044, IC 5045, IC 5051, IC 5060.
Das Objekt wurde am 26. September 1900 von DeLisle Stewart entdeckt.